# Florence Bouhier
Pour les articles homonymes, voir Bouhier.
Florence Bouhier, née le 1er avril 1961 à Niort et morte le 7 mai 2004 à Paris, est une nouvelliste et romancière française.

## Biographie
Après s’être fait remarquer en France et au Canada par des nouvelles plusieurs fois primées, Florence Bouhier publie Jeu d'enfant (1994), roman qui raconte l’histoire d’un écolier hanté par la mort de sa mère. Soulevant l’enthousiasme de Serge Brussolo qui la décrit comme « la nouvelle Shirley Jackson des années 1990 », elle entre aux Éditions du Masque avec La Nuit des tortues (1998), un huis clos familial ayant pour cadre une maison bizarrement construite et où évoluent des personnages baroques : un fabricant d’automates, une ancienne cantatrice, une vieille femme venimeuse, un adolescent cruel et perturbé qui n’éprouve de réelle affection que pour ses tortues… De son écriture précise et métaphorique, l’auteur explore les méandres de la psychologie humaine, ses contradictions, son étrangeté et ses zones d’ombres.
Florence Bouhier avoue chercher à « débusquer la magie qui se niche dans la vie quotidienne et la beauté qui habite les existences les plus communes ». S’intéressant au charme vénéneux des lieux maudits, au dérapage du réel dans le cauchemar et au thème de l’enfance, elle œuvre dans le gothique et le jeu torturé de ses personnages.
Ainsi, dans La Chambre aveugle (1999), un adolescent est-il peu à peu possédé par l’esprit d’un mort auquel il finira par s’identifier. Mais s’agit-il de fantastique ou de schizophrénie ? Avec La Danse des crânes (1999), Florence Bouhier s’essaye au roman historique, en composant une fresque étonnante du Paris du XIXe siècle : on y retrouve les accents des grands mythes, entre Frankenstein et le Dr Jeckyll.
S’inscrivant dans la logique de son exploration du thème de l’enfance, avec ses peurs et ses obsessions, Portrait de l’artiste en assassin (1999) met en scène deux jumeaux qui soupçonnent leur père d’avoir tué leur mère. Vivant dans un monde régi par des règles morales qui leur sont propres, ils ne reculent devant rien pour faire régner leur justice. Le Complexe du gaucher (2000), articulé autour de la main et de sa symbolique, décrit la folie d’une femme de soixante ans, mère et épouse éprouvée par le destin, qui s’est donné comme mission de rééduquer les enfants gauchers qu’elle enlève et séquestre dans sa cave.
En dehors de ces titres, Florence Bouhier a publié un roman fantastique Cendres mortelles (1999), sous le pseudonyme d’Erika Stevens. Il s’agit d’une farce macabre et poétique parodiant les grands thèmes de l’épouvante. Quand elle n’écrivait pas, elle programmait des logiciels informatiques pour les enfants de 7 à 77 ans.
Florence Bouhier décède prématurément à l’âge de 43 ans dans le 13e arrondissement de Paris, des suites d'une maladie neurodégénérative paralysante, la sclérose latérale amyotrophique (dite également maladie de Charcot).

## Œuvres

### Romans
- Jeu d’enfant (Car rien n’a d’importance, coll. « Crimes », 1994)
- La Nuit des tortues (Le Masque no 2370, 1998)
- Cendres mortelles, sous le pseudonyme de Erika Stevens (Librairie des Champs-Élysées, coll. « Abysses » no 4, 1998)
- La Chambre aveugle (Le Masque no 2411, 1999)
- La Danse des crânes (Le Masque GF, 1999)
- Portrait de l’artiste en assassin (Le Masque no 2421, 1999)
- Le Complexe du gaucher (Le Masque GF, 2000)
- Naufrage en haute nuit (Belfond « Littérature française », 2003)

### Recueils de nouvelles
- Caresses d’ortie (L’Éther Vague, 1996)[2]
- Un temps de crocodile (Le Bruit des Autres « Encres Vagabondes », 1999)

### Nouvelles
- Une vie de chien (in Cargo off no 1, 1991)
- La Nostalgie des poissons rouges (in Cargo no 3, 1991)
- Les Pensées d’un poisson rouge (in L’Ingénu no 39, 1991)
- Prélude aux beaux jours (in Noir & Blanc Littérature no 14, 1991)
- Un trou dans la tête (in Sapriphage no 11, 1991)
- Les Petits Chiens qui bouffent les pantoufles, les robinets qui gouttent et autres sottises qui ruinent les histoires d’amour (in Sapriphage no 11, 1991)
- Faut-il tuer les mères qui calent leurs meubles avec les livres ? (in Stop no 122, 1991 - Canada)
- Quand les sirènes se taisent (in Un week-end au Touquet, Éd. L’Âge d’Homme, 1991)
- Il ne faut jamais tourner le dos à l’océan (in Taille réelle no 6, 1992)
- L'Héritage (in Bijou International no 2, 1992)
- La Belle Anglaise (in Lesbia Magazine no 102, 103 et 104, 1992)
- Le Gardien de l'océan (in L’Ingénu no 49, 1992)
- Ainsi se défont les marionnettes (in Noir et Blanc Littérature no 16, 1992)
- La Guerre d'Algérie (in Sapriphage no 15, 1992)
- Le Chiendent (in Saint Quentin en nouvelles 3, Éd. Corps Puce, 1992, 2e Prix de la nouvelle Lucie-Delarue-Mardus 1995)
- Un monde à géométrie variable (in Nouvelles 91, Messidor/La Farandole, 1992, Prix de la nouvelle pour la jeunesse, Salon du Livre de Montreuil 1991)
- Les Naufragés (in L’Encrier renversé no 24, 1992, Prix de la nouvelle francophone de Castres 1992)
- Les Chers Disparus (in L’Encrier renversé no 20, 1993)
- Océan Blues (in Incartades no 9, 1993, Prix de la nouvelle littéraire de Nanterre 1993)
- Les Chaussures neuves (in Encres vagabondes no 1, 1994)
- L'Antiquaire (in L’Encrier renversé no 24, 1994)
- Le Nord (in Les Coupons de Magali, Éd. Sépia, 1994, Prix du printemps culturel du Valenciennois/RFI 1992)
- Le Fantôme de Nérac (in Les Amis du vieux Nérac no 18, 1994)
- Hénok (in Les Travaux d’Ariane, Éd. Sépia, 1995, Prix spécial de la communauté française de Belgique/RFI 1994)
- La Nuit du bombardement (in Nouvelles Donne no 7, 1995, 3e Prix Alpha de la Nouvelle 1994, Ville d’Hazebrouck)
- La Nuit des romanciers (in Le Crime est notre affaire no 27, 1997)
- Le Nain rouge (in Le Crime est notre affaire no 27, 1997)
- Le Mal de mer (in Ténèbres no 8, 1999)
- Faites comme chez vous (in Le Crime est notre affaire no 29, 1999)
- La Métamorphose du têtard (in De Minuit à Minuit, Fleuve noir grand format, 2000)
- Faites comme chez vous... (in Ténèbres no 13, 2001)
- Le Nain rouge (in Ténèbres no 13, 2001)
- Sous les nénuphars (in Ténèbres no 13, 2001)

### Prose / poésie
- Ruptures (Saint-Germain-des-Prés « Chemins profonds », 1984)
- Le Toboggan des jours (in Portrait de l’éditeur en montreur d’ours : Patrice Thierry, L’Ether Vague, 1999)

## Prix
- Prix du roman d'aventures 1999 pour Portrait de l'artiste en assassin